# Tour Down Under 2025
25. ročník etapového cyklistického závodu Tour Down Under se konal mezi 21. a 26. lednem 2025 v australském městě Adelaide a okolí. Závod byl součástí UCI World Tour 2025 na úrovni 2.UWT a byl prvním závodem tohoto seriálu.
Celkovým vítězem se stal Ekvádorec Jhonatan Narváez z týmu UAE Team Emirates XRG. Na druhém a třetím místě se umístili Španěl Javier Romo (Movistar Team) a Novozélanďan Finn Fisher-Black (Red Bull–Bora–Hansgrohe).

## Týmy
Závodu se zúčastnilo všech 18 UCI WorldTeamů, 1 UCI ProTeam a australský národní tým.
UCI WorldTeamy
- Alpecin–Deceuninck
- Arkéa–B&B Hotels
- Cofidis
- Decathlon–AG2R La Mondiale
- EF Education–EasyPost
- Groupama–FDJ
- Ineos Grenadiers
- Intermarché–Wanty
- Lidl–Trek
- Movistar Team
- Red Bull–Bora–Hansgrohe
- Soudal–Quick-Step
- Team Bahrain Victorious
- Team Picnic PostNL
- Team Jayco–AlUla
- UAE Team Emirates XRG
- Visma–Lease a Bike
- XDS Astana Team

UCI ProTeamy
- Israel–Premier Tech

Národní týmy
- Národní tým Austrálie

## Trasa a etapy
| Etapa         | Datum         | Trasa                        | Vzdálenost | Typ      | Typ            | Vítěz                  |
| ------------- | ------------- | ---------------------------- | ---------- | -------- | -------------- | ---------------------- |
| 1             | 21. ledna     | Prospect – Gumeracha         | 150,7 km   |          | Rovinatá etapa | Sam Welsford (AUS)     |
| 2             | 22. ledna     | Tanunda                      | 128,8 km   |          | Zvlněná etapa  | Sam Welsford (AUS)     |
| 3             | 23. ledna     | Norwood – Uraidla            | 147,5 km   |          | Rovinatá etapa | Javier Romo (ESP)      |
| 4             | 24. ledna     | Glenelg – Victor Harbor      | 157,2 km   |          | Rovinatá etapa | Bryan Coquard (FRA)    |
| 5             | 25. ledna     | McLaren Vale – Willunga Hill | 145,7 km   |          | Rovinatá etapa | Jhonatan Narváez (ECU) |
| 6             | 26. ledna     | Adelaide – Adelaide          | 90 km      |          | Rovinatá etapa | Sam Welsford (AUS)     |
| Celková délka | Celková délka | Celková délka                | 819,9 km   | 819,9 km | 819,9 km       | 819,9 km               |

## Průběžné pořadí
| Etapa          | Vítěz            | Celkové pořadí   | Sprinterská soutěž | Vrchařská soutěž | Soutěž mladých jezdců   | Cena bojovnosti                | Soutěž týmů        |
| -------------- | ---------------- | ---------------- | ------------------ | ---------------- | ----------------------- | ------------------------------ | ------------------ |
| 1              | Sam Welsford     | Sam Welsford     | Sam Welsford       | Fergus Browning  | Matthew Brennan         | Fergus Browning a Zac Marriage | Alpecin–Deceuninck |
| 2              | Sam Welsford     | Sam Welsford     | Sam Welsford       | Fergus Browning  | Matthew Brennan         | Georg Zimmermann               | Alpecin–Deceuninck |
| 3              | Javier Romo      | Javier Romo      | Sam Welsford       | Fergus Browning  | Albert Withen Philipsen | Geoffrey Bouchard              | Lidl–Trek          |
| 4              | Bryan Coquard    | Javier Romo      | Sam Welsford       | Fergus Browning  | Albert Withen Philipsen | Mauro Schmid                   | Lidl–Trek          |
| 5              | Jhonatan Narváez | Jhonatan Narváez | Sam Welsford       | Fergus Browning  | Albert Withen Philipsen | Chris Harper                   | Lidl–Trek          |
| 6              | Sam Welsford     | Jhonatan Narváez | Sam Welsford       | Fergus Browning  | Albert Withen Philipsen | Casper Pedersen                | Lidl–Trek          |
| Konečné pořadí | Konečné pořadí   | Jhonatan Narváez | Sam Welsford       | Fergus Browning  | Albert Withen Philipsen |                                | Lidl–Trek          |

## Konečné pořadí
| Legenda | Legenda                            | Legenda | Legenda                               |
| ------- | ---------------------------------- | ------- | ------------------------------------- |
|         | Označuje lídra celkového pořadí    |         | Označuje lídra soutěže mladých jezdců |
|         | Označuje lídra sprinterske soutěže |         | Označuje lídra vrchařské soutěže      |

### Celkové pořadí
| Pořadí | Jezdec                  | Tým                        | Čas         |
| ------ | ----------------------- | -------------------------- | ----------- |
| 1      | Jhonatan Narváez (ECU)  | UAE Team Emirates XRG      | 19h 19' 16" |
| 2      | Javier Romo (ESP)       | Movistar Team              | + 9"        |
| 3      | Finn Fisher-Black (NZL) | Red Bull–Bora–Hansgrohe    | + 12"       |
| 4      | Oscar Onley (GBR)       | Team Picnic PostNL         | + 15"       |
| 5      | Bastien Tronchon (FRA)  | Decathlon–AG2R La Mondiale | + 24"       |
| 6      | Luke Plapp (AUS)        | Team Jayco–AlUla           | + 24"       |
| 7      | Magnus Sheffield (USA)  | Ineos Grenadiers           | + 27"       |
| 8      | Thomas Gloag (GBR)      | Visma–Lease a Bike         | + 27"       |
| 9      | Patrick Konrad (AUT)    | Lidl–Trek                  | + 31"       |
| 10     | Michael Woods (CAN)     | Israel–Premier Tech        | + 47"       |